# Chip Roy
Charles Eugene "Chip" Roy, född 7 augusti 1972 i Bethesda i Maryland, är en amerikansk politiker (republikan). Han är ledamot av USA:s representanthus sedan 2019.
Kongressledamot Lamar S. Smith kandiderade inte till omval i mellanårsvalet i USA 2018. Roy besegrade demokraten Joseph Kopser med 50,2 procent av rösterna mot 47,6 procent för Kopser, medan libertarianen Lee Santos fick 2,1 procent.